# Prenilamina
La prenilamina è un composto chimico di formula C24H27N.

## Storia
Il prenilamina ha una grande rilevanza storica, poiché il termine bloccante dei canali del calcio è stato introdotto da Fleckenstein, come riportato nella sua revisione del 1983, per descrivere l'attività farmacologica di questo farmaco e del composto fenilalchilamminico, verapamil.
Il composto è stato ritirato dal commercio in Canada, USA e UK dal 1988 a causa di timori riguardanti le aritmie cardiache.

## Caratteristiche strutturali e fisiche
La prenilamina è un composto chirale con due enantiomeri distinti, R-prenilamina e S-prenilamina, che differiscono nelle loro proprietà farmacodinamiche e farmacocinetiche.
| N. di atomi pesanti                              | 25               |
| N. di donatori di legami a idrogeno              | 1                |
| N. di accettori di legami a idrogeno             | 1                |
| N. di elementi stereogenici atomici non definiti | 1                |
| N. di legami ruotabili                           | 8                |
| Massa monoisotopica                              | 329.214349865 Da |
| Superficie polare                                | 12 Å²            |

## Reattività e caratteristiche chimiche
Gli indici di ritenzione di Kovats standard apolari del composto sono: 2546, 2550, 2540 e 2557.

### Spettri analitici
- GC-MS[4]
- MS-MS[4]
- LC-MS[5]

## Farmacologia e tossicologia

### Farmacocinetica
Negli esseri umani, la prenilamina viene metabolizzata in anfetamina e, di conseguenza, è stato inclusa dalla Agenzia mondiale anti-doping nella lista delle sostanze vietate.

### Farmacodinamica
È un bloccante dei canali del calcio appartenente alla classe delle difenilalchilamine. Oltre a bloccare i canali del calcio voltaggio-dipendenti di tipo L (Ca²⁺), inibisce anche i canali del sodio voltaggio-dipendenti (Na⁺) e ha effetti simili alla reserpina sulle terminazioni nervose catecolaminergiche. La prenilamina rilassa le strisce coronariche contratte da alte concentrazioni di K⁺ in vitro e aumenta il flusso coronarico nei cuori isolati e perfusi, senza influenzare la frequenza cardiaca, ma deprimendo leggermente la contrattilità cardiaca.
La prenilamina imita l'effetto della rimozione del Ca²⁺ sul miocardio, poiché riduce l'utilizzo dei fosfati ad alta energia dipendenti dal Ca²⁺, la forza contrattile e il fabbisogno di ossigeno del cuore che batte, senza compromettere i parametri del potenziale d'azione dipendente dal Na⁺. Poiché questi effetti possono essere invertiti aumentando la concentrazione extracellulare di Ca²⁺ o tramite agenti farmacologici noti per incrementare il Ca²⁺ intracellulare, come gli agenti adrenergici, è stato proposto il termine "antagonista del Ca²⁺" per descrivere il composto.
Sebbene sia sempre stata utilizzata come miscela racema, è stato riportato che il suo effetto inotropo negativo è selettivo per gli enantiomeri, essendo specifico dell'enantiomero R(−), mentre l'enantiomero S(+) è un debole stimolatore della contrattilità cardiaca. La prenilamina ha un effetto simile alla reserpina sulle vescicole contenenti monoammine, inducendo un rilascio precoce seguito da una deplezione dei monoamini neuronali. Parallelamente la prenilamina ha dimostrato di inibire il rilascio di norepinefrina dai nervi simpatici come parte del suo effetto antagonista del Ca²⁺.
Studi iniziali dimostrarono che la prelamina condivide lo stesso sito di legame sui canali CaV con le diidropiridine. Tuttavia studi successivi hanno dimostrato che:
- il composto interagisce con i canali CaV, legandosi a un sito di legame diverso da quello delle dihidropiridine;
- il composto e altri difenilalchilamine condividono lo stesso sito di legame con le fenilalchilamine, come il verapamil;
- il sito di legame è allostericamente collegato al sito di legame delle diidropiridine in modo inibitorio;
- il sito di legame delle difenilalchilamine è distinto da quello delle benzotiazepine, che, a differenza del sito delle fenilalchilamine, aumenta allostericamente il legame con le diidropiridine.

Ulteriori studi hanno identificato i residui amminoacidici che compongono il sito di legame sui canali Ca²⁺ di tipo L delle fenilalchilamine, che probabilmente rappresenta anche il sito di legame del prenilamina, sono tre:
- Y1436-A1467 e Y-1463, situati nel segmento IVS6 della subunità α del canale CaV1.2,
- gli amminoacidi Y1152, F1164, V1165 e I-1153, situati nel segmento IIIS6,
- i residui di glutammato del filtro di selettività contribuiscono al sito di legame delle fenilalchilamine

### Effetti del composto e usi clinici
Grazie ai suoi effetti farmacologici, la prenilamina possiede proprietà antianginose ed è stata utilizzata per oltre due decenni nel trattamento dell'angina pectoris stabile.

### Tossicologia
Questo farmaco provoca sindrome del QT lungo, aumentando così il rischio di torsione di punta e fibrillazione ventricolare. Questi effetti tossici dipendono dalla capacità del prenilamina di bloccare i canali del potassio voltaggio dipendente.
| Organismo | Test | Somministrazione | Dose           | Effetti                                                               |
| --------- | ---- | ---------------- | -------------- | --------------------------------------------------------------------- |
| Donna     | TDLo | orale            | 50 mg/kg/2W-I  | aumento della frequenza cardiaca senza calo della pressione sanguigna |
| Uomo      | TDLo | orale            | 2816 mg/kg/3Y- | tremori                                                               |
| Uomo      | TDLo | orale            | 13 mg/kg       | debolezza muscolare                                                   |
| Ratto     | DL50 | orale            | 250 mg/kg      |                                                                       |
| Ratto     | DL50 | ip               | 44 mg/kg       | convulsioni, edema polmonare acuto                                    |
| Ratto     | DL50 | iv               | 11 mg/kg       |                                                                       |
| Topo      | DL50 | orale            | 225 mg/kg      |                                                                       |
| Topo      | DL50 | ip               | 39 mg/kg       |                                                                       |
| Topo      | DL50 | sc               | 230 mg/kg      | convulsioni, edema polmonare acuto                                    |
| Topo      | DL50 | iv               | 250 mg/kg      |                                                                       |